# 폴 프로벤자

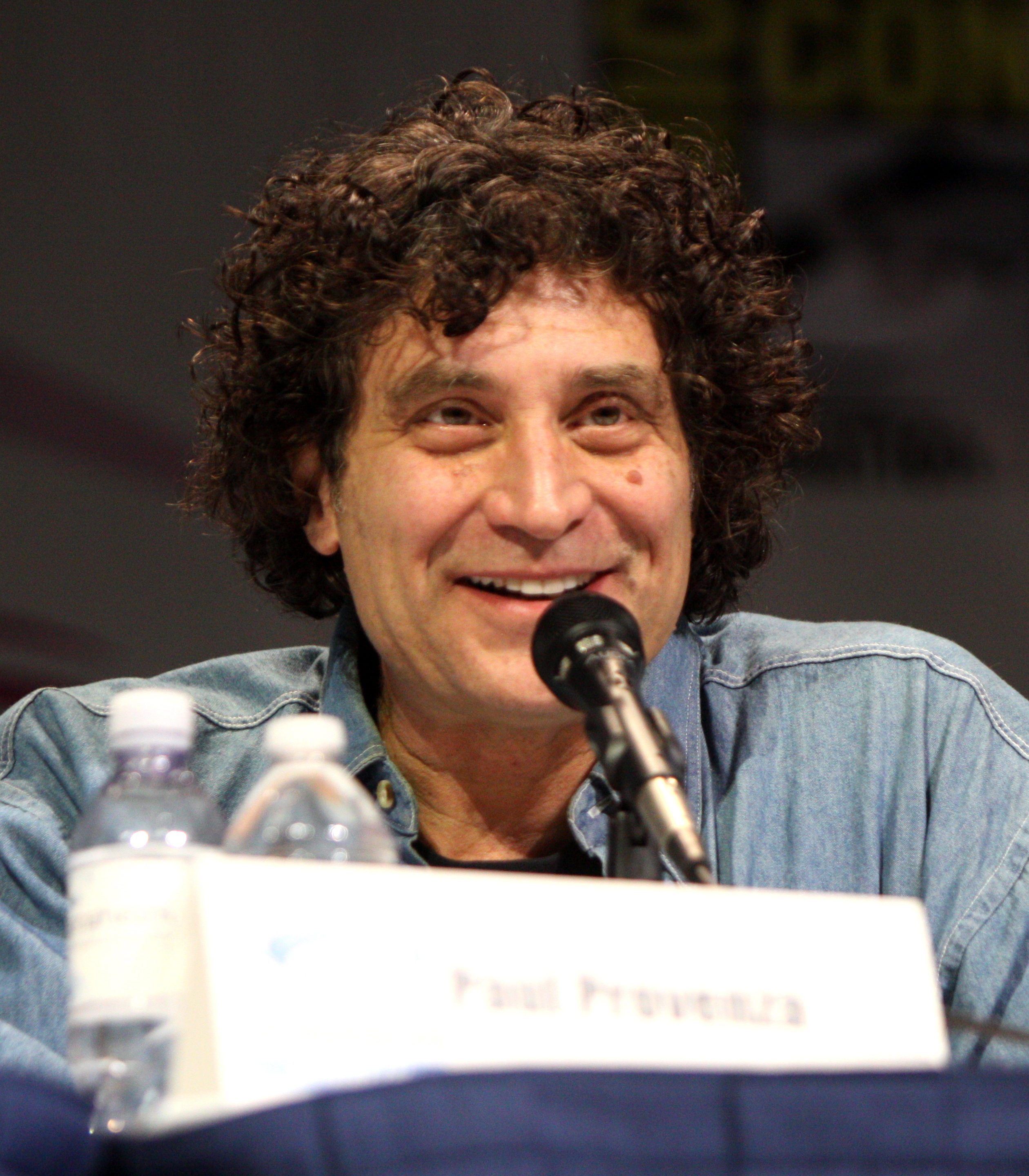

폴 프로벤자(Paul Provenza, 1957년 7월 31일 ~ )는 미국의 영화 감독, 작가, 배우, 라디오 DJ이다.
브롱크스에서 태어났다.

## 출연 작품
- 슬리핑 위드 더 라이언 (2014년) - 다도 역
- 아리스토크래츠 (2005, The Aristocrats) - 다큐멘터리 (제작 겸임)
- 스틸링 캔디 (2002년)
- 테드 (1998년)
- 펄프 픽션 또 다른 이야기 (1997, Plump Fiction)
- 더 샷 (1996년)
- 엄밀한 일 (1991, Strictly Business)
- 알래스카의 빛 (1990년)
- 서바이벌 퀘스트 (1989년)
- 인플루언스 (1986년)

### 텔레비전
- 웨스트 윙 (2000)